# Lonate Pozzolo
Lonate Pozzolo est une commune italienne de la province de Varèse en Lombardie.

## Toponyme
Lonate pourrait dériver de Olonate de la rivière Olona plus le suffixe -ate ou bien l'ancien nom Launus avec le suffixe -ate. 
Pozzolo se réfère au cômais pozœu: source. À l'époque médiévale le nom Lonate Puteo Alto e Pozz'alto a été utilisé en référence à la profondeur de son puits.

## Géographie
Le vaste territoire de la commune (plus de 29 km) est voisin de la région du Piémont (localité Ponte di Oleggio) et de la province de Milan, à l'extrémité sud ouest de la province de Varèse. Le centre habité de Lonate Pozzolo est situé à 205 mètres d'altitude, et la géographie particulière du terrain fait passer des 142 mètres pour la localité Ponte di Oleggio à 210 mètres d'altitude pour le point le plus haut.

## Histoire

### Les origines
La première mention de la commune de Lonate Pozzolo remonte à 973 dans un échange de territoires entre l'évêque de Novara, Aupaldo, et un certain Celsone de Lonate ; la présence en périphérie de l'ancien Oratoire San Giovanni atteste toutefois une ancienne présence lombarde, et dans le centre historique se trouvent aussi des traces de constructions romaines.
Déjà au début du XIIIe siècle, Lonate constituait un centre d'une certaine importante. Si son économie était fondée principalement sur l'agriculture, elle disposait néanmoins de consul, statuts et notaires, étant situé aux alentours de l'importante ville Como-Novara et d'un grand canal de la rivière Tessin nommé Naviglio Grande, creusé en 1135. Dans les siècles suivants, sa prospérité a grandi et, par conséquent sa population, à tel point qu'ensuite, dans les documents, Lonate a été qualifiée de « bourg ».

### L'ère moderne
En 1496 la communauté, qui comptait aux environs de 1 500 habitants, s'est doté de nouveaux statuts, et en 1499 a commencé la construction de l'église Sant'Ambrogio ; la zone habitée a été divisée en deux paroisses, Sant'Ambrogio et San Nazaro et Celso, avec deux curés distincts. Les anciens mais petits monastères féminins ont été réunis par Charles Borromée dans les trois grands monastères de Sant'Agata, de San Michele et de Santa Maria, qui reçoivent, en tout, jusqu'à 180 sœurs. Dans le quartier du centre du pays se tenaient le marché hebdomadaire et une foire annuelle de trois jours.

## Administration
| Période                                  | Période      | Identité                 | Étiquette     | Qualité  |
| ---------------------------------------- | ------------ | ------------------------ | ------------- | -------- |
| 1869                                     | 1874         | Luigi Regalia            |               |          |
| 1875                                     | 1877         | Ippolito Parravicino     |               |          |
| 1878                                     | 1885         | Giulio Cerati            |               |          |
| 1886                                     | 1891         | Francesco Vigevano       |               |          |
| 1891                                     | 1895         | Vittorio Porro           |               |          |
| 1896                                     | 1920         | Ulisse Bosisio           |               |          |
| 1920                                     | 1927         | Carlo Rosa               |               |          |
| 1927                                     | 1929         | Camillo Puricelli Guerra |               | Podestat |
| 1930                                     | 1934         | Francesco Binaghi        |               | Podestat |
| 1934                                     | 1940         | Antonio Pizzamiglio      |               | Podestat |
| 1945                                     | 1946         | Carlo Rosa               |               |          |
| 1946                                     | 1951         | Pietro Giulio Bosisio    |               |          |
| 1951                                     | 1964         | Angelo Turri             |               |          |
| 1965                                     | 1975         | Carlo Soldavini          |               |          |
| 1975                                     | 1980         | Antonio Bottarini        |               |          |
| 1980                                     | 1990         | Gerolamo Bergamaschi     |               |          |
| 1990                                     | 1992         | Battistino Bottarini     |               |          |
| 1992                                     | 1993         | Michelantonio Vaccaro    |               |          |
| 1993                                     | 1995         | Franco Maffei            |               |          |
| 1995                                     | 14 juin 2004 | Giovanni Canziani        |               |          |
| 14 juin 2004                             | En cours     | Pier Giulio Gelosa       | Centro-Destra |          |
| Les données manquantes sont à compléter. |              |                          |               |          |

### Hameaux
Sant'Antonino Ticino, Tornavento, La Cicchetta, C.na (Cascine, ferme) La Fornace, La Baragia, Monte Castano, Roveda, C.na San Giuseppe, Bellaria, C.na Belvedere, C.na Mainini, Madonna dell'Aiuto, C.na Caldarona, il Moncucco, Santa Caterina, Lazzaretto, C.na Parravicino, C.na della Maggia, Gaggina, Semede, C.na Semprevento

### Communes limitrophes
| Vizzola Ticino              | Ferno          | Samarate    |
| Bellinzago Novarese,Oleggio | Lonate Pozzolo | Vanzaghello |
| Nosate                      | Castano Primo  |             |

### Évolution démographique
Habitants recensés

## Jumelages
San Rafael (États-Unis)